# USS Pomfret (SS-391)
USS Pomfret (SS-391) là một  tàu ngầm lớp Balao được Hải quân Hoa Kỳ chế tạo trong Chiến tranh Thế giới thứ hai. Nó là chiếc tàu chiến duy nhất của Hải quân Hoa Kỳ được đặt cái tên này, theo tên họ Cá vền biển. Nó đã phục vụ trong suốt Thế Chiến II, thực hiện tổng cộng sáu chuyến tuần tra, đánh chìm bốn tàu Nhật Bản với tổng tải trọng 20.936 tấn. Con tàu được nâng cấp trong khuôn khổ Dự án GUPPY IIA để tiếp tục hoạt động trong các cuộc Chiến tranh Lạnh, Chiến tranh Triều Tiên và Chiến tranh Việt Nam cho đến năm 1971. Nó được chuyển cho Thổ Nhĩ Kỳ và phục vụ như là chiếc TCG Oruçreis (S 337) cho đến năm 1987. Pomfret được tặng thưởng năm Ngôi sao Chiến trận do thành tích phục vụ trong Thế Chiến II, và thêm ba Ngôi sao Chiến trận khác khi hoạt động trong Chiến tranh Lạnh và Chiến tranh Việt Nam.

## Thiết kế và chế tạo
Thiết kế của lớp Balao được cải tiến dựa trên  tàu ngầm lớp Gato dẫn trước, là một kiểu tàu ngầm hạm đội có tốc độ trên mặt nước cao, tầm hoạt động xa và vũ khí mạnh để tháp tùng hạm đội chiến trận. Khác biệt chính so với lớp Gato là ở cấu trúc lườn chịu áp lực bên trong dày hơn, và sử dụng thép có độ đàn hồi cao (HTS: High-Tensile Steel), cho phép lặn sâu hơn đến 400 ft (120 m). Con tàu dài 311 ft 9 in (95,02 m) và có trọng lượng choán nước 1.526 tấn Anh (1.550 t) khi nổi và 2.424 tấn Anh (2.463 t) khi lặn. Chúng trang bị động cơ diesel dẫn động máy phát điện để cung cấp điện năng cho bốn động cơ điện, đạt được công suất 5.400 shp (4.000 kW) khi nổi và 2.740 shp (2.040 kW) khi lặn, cho phép đạt tốc độ tối đa 20,25 hải lý trên giờ (37,50 km/h) và 8,75 hải lý trên giờ (16,21 km/h) tương ứng. Tầm xa hoạt động là 11.000 hải lý (20.000 km) khi đi trên mặt nước ở tốc độ 10 hải lý trên giờ (19 km/h) và có thể hoạt động kéo dài đến 75 ngày.
Tương tự như lớp Gato dẫn trước, lớp Balao được trang bị mười ống phóng ngư lôi 21 in (530 mm), gồm sáu ống trước mũi và bốn ống phía phía đuôi tàu, chúng mang theo tối đa 24 quả ngư lôi. Vũ khí trên boong tàu gồm một hải pháo 4 inch/50 caliber, một khẩu pháo phòng không Bofors 40 mm nòng đơn và một khẩu đội Oerlikon 20 mm nòng đôi, kèm theo hai súng máy .50 caliber. Trên tháp chỉ huy, ngoài hai kính tiềm vọng, nó còn trang bị ăn-ten radar SD phòng không và SJ dò tìm mặt biển. Tiện nghi cho thủy thủ đoàn bao gồm điều hòa không khí, thực phẩm trữ lạnh, máy lọc nước, máy giặt và giường ngủ cho hầu hết mọi người, giúp họ chịu đựng cái nóng nhiệt đới tại Thái Bình Dương cùng những chuyến tuần tra kéo dài đến hai tháng rưỡi.
Pomfret được đặt lườn tại Xưởng hải quân Portsmouth ở Kittery, Maine vào ngày 14 tháng 7, 1943. Nó được hạ thủy vào ngày 27 tháng 10, 1943, được đỡ đầu bởi cô Marilyn Maloney, con gái Thượng nghị sĩ Francis T. Maloney thuộc tiểu bang Connecticut, và được cho nhập biên chế cùng Hải quân Hoa Kỳ vào ngày 19 tháng 2, 1944 dưới quyền chỉ huy của Hạm trưởng, Trung tá Hải quân Frank Clements Acker.

## Lịch sử hoạt động

### 1944
Sau khi hoàn tất việc chạy thử máy và huấn luyện tại vùng bờ Đông Hoa Kỳ, Pomfret lên đường hướng sang khu vực Thái Bình Dương ngang qua kênh đào Panama, và đi đến Trân Châu Cảng vào ngày 1 tháng 6, 1944.

#### Chuyến tuần tra thứ nhất
Khởi hành từ Trân Châu Cảng vào ngày 23 tháng 6 cho chuyến tuần tra đầu tiên, Pomfret ghé đến căn cứ Midway để tiếp thêm nhiên liệu trước khi đi đến khu vực tuần tra phía Đông đảo Kyūshū và eo biển Bungo. Vào ngày 6 tháng 7, nó phải lặn khẩn cấp khi bị một máy bay Nhật Bản tấn công. Sáu ngày sau đó nó để cho một tàu bệnh viện đối phương di chuyển an toàn. Sau một nỗ lực tấn công một thiết giáp hạm đối phương bất thành, chiếc tàu ngầm quay trở về Midway vào ngày 16 tháng 8.

#### Chuyến tuần tra thứ hai
Rời Midway vào ngày 10 tháng 9 cho chuyến tuần tra thứ hai, Pomfret hoạt động tại khu vực eo biển Luzon và biển Đông. Nó phát hiện hai thiết giáp hạm đối phương vào ngày 26 tháng 9, nhưng không bắt kịp tốc độ của mục tiêu và bị một tàu ngầm đối phương ngăn trở. Đến ngày 2 tháng 10, nó phóng ngư lôi đánh chìm tàu chở quân Lục quân Tsuyama Maru (6.962 tấn) trong eo biển Luzon, tại tọa độ 20°50′B 121°31′Đ / 20,833°B 121,517°Đ; 1.211 binh lính cùng 73 thành viên thủy thủ đoàn đã thiệt mạng. Sau khi né tránh mìn sâu được các tàu hộ tống thả xuống phản công, nó rời khu vực tuần tra để hướng về Saipan, đi đến Tanapag Harbor vào ngày 12 tháng 10.

#### Chuyến tuần tra thứ ba
Sau khi được tái trang bị và huấn luyện, Pomfret lên đường vào ngày 1 tháng 11 dưới quyền chỉ huy của Hạm trưởng mới, Trung tá Hải quân John B. Hess. Nó quay trở lại cùng khu vực tuần tra, nhưng hoạt động trong thành phần một  đội tấn công phối hợp ("Bầy sói"). Lúc 23 giờ 05 phút ngày 2 tháng 11, tại vị trí ngoài khơi đảo Sabtang thuộc eo biển Ba Sĩ, chiếc tàu ngầm đã phóng ngư lôi gây hư hại nặng cho tàu chở quân Lục quân Atlas Maru (7.347 tấn), đến mức mục tiêu phải tự mắc cạn để tránh bị đắm tại tọa độ 20°20′B 121°30′Đ / 20,333°B 121,5°Đ; 79 binh lính cùng hai thành viên thủy thủ đoàn đã thiệt mạng. Đến 05 giờ 00 ngày 3 tháng 11, chiếc tàu ngầm tiếp tục phóng ngư lôi đánh trúng tàu chở quân Lục quân Hamburg Maru (5.271 tấn), gây hư hại nặng đến mức một tàu hộ tống phải đánh chìm Hamburg Maru lúc 18 giờ 50 phút tại tọa độ 20°20′B 121°30′Đ / 20,333°B 121,5°Đ; ba binh lính, một pháo thủ cùng 18 thủy thủ đã thiệt mạng.
Sang ngày 25 tháng 11, lúc 05 giờ 18 phút tại vị trí về phía Tây đảo Sabtang trong eo biển Luzon, Pomfret tiếp tục phóng ngư lôi đánh chìm tàu chở hàng Shōhō Maru (1.356 tấn) tại tọa độ 20°20′B 121°40′Đ / 20,333°B 121,667°Đ; 16 hành khách, tám pháo thủ cùng 39 thành viên thủy thủ đoàn đã thiệt mạng. Nó cũng phối hợp với tàu ngầm Atule (SS-403) trong việc đánh chìm Tàu tuần tra số 38 (820 tấn) eo biển Ba Sĩ, tại tọa độ 20°12′B 121°51′Đ / 20,2°B 121,85°Đ.  Chiếc tàu ngầm rời khu vực tuần tra để quay trở về Trân Châu Cảng ngang qua đảo Midway.

### 1945

#### Chuyến tuần tra thứ tư
Hoạt động phối hợp trong thành phần một "Bầy sói" khác, Pomfret khởi hành vào ngày 25 tháng 1, 1945 cho chuyến tuần tra thứ tư. Nó làm nhiệm vụ trinh sát mở đường cho Lực lượng đặc nhiệm Tàu sân bay tiến hành không kích khu vực Tokyo-Nagoya, rồi sau đó di chuyển đến phía Nam đảo Honshū để phục vụ tìm kiếm và giải cứu. Nó cứu vớt một phi công từ tàu sân bay Hornet (CV-12) vào ngày 16 tháng 2, và ngay ngày hôm sau tiếp tục giải cứu một phi công từ tàu sân bay hạng nhẹ Cabot; cũng trong ngày hôm đó nó bắt được hai tù binh chiến tranh Nhật Bản. Nó tìm cách tấn công một tàu khu trục đối phương vào ngày 10 tháng 3 nhưng bất thành, và đến ngày 23 tháng 3 đã rời khu vực tuần tra, về đến căn cứ Midway vào ngày 30 tháng 3.

#### Chuyến tuần tra thứ năm
Trong chuyến tuần tra thứ năm từ ngày 26 tháng 4 đến ngày 7 tháng 6, Pomfret xuất phát từ Midway để tuần tra tại khu vực quần đảo Kuril và biển Okhotsk, đến nơi vào ngày 5 tháng 5. Trong ngày 26 tháng 5, nó phóng ngư lôi nhắm vào một đội tìm-diệt tàu ngầm đối phương nhưng không trúng đích. Nó kết thúc chuyến tuần tra tại Midway.

#### Chuyến tuần tra thứ sáu
Lên đường vào ngày 2 tháng 7 cho chuyến tuần tra cuối cùng trong chiến tranh, Pomfret phục vụ tìm kiếm và giải cứu tại khu vực phía Nam đảo Honshū trước khi chuyển sang tuần tra trong biển Hoa Đông. Bắt đầu từ ngày 19 tháng 7, nó đã phá hủy 44 quả thủy lôi trôi nổi trên biển. Vào ngày 24 tháng 7, nó phá hủy hải đăng và trạm vô tuyến trên đảo Kuskaki Jima bằng hải pháo; rồi hai ngày sau đó lại phá hủy một thuyền buồm ba cột buồm và một tàu nhỏ. Đến ngày 8 tháng 8, nó giải cứu toàn bộ năm thành viên đội bay một máy bay ném bom B-25 Mitchell. Chiếc tàu ngầm tiếp tục bắn phá các tàu nhỏ và cứu vớt những người Nhật Bản và Triều Tiên sống sót cho đến khi Nhật Bản chấp nhận đầu hàng vào ngày 15 tháng 8, giúp chấm dứt vĩnh viễn cuộc xung đột. Nó rời khu vực tuần tra vào ngày hôm sau để quay về Guam, và về đến San Francisco, California vào ngày 9 tháng 9.

### 1946 - 1971
Vào ngày 2 tháng 1, 1946, Pomfret khởi hành từ Xưởng hải quân Mare Island, đi đến Guam vào ngày 22 tháng 1. Nó tiếp tụ hành trình, đi đến vịnh Subic, Philippines vào ngày 9 tháng 3, và từ đây đi đến Thanh Đảo, Trung Quốc, nơi nó trải qua sáu tuần lễ phục vụ như mục tiêu huấn luyện chống tàu ngầm cho những tàu chiến Hoa Kỳ đặt căn cứ tại Thanh Đảo. Nó quay trở về cảng nhà mới Trân Châu Cảng vào ngày 18 tháng 5, và trong ba năm tiếp theo nó còn có hai lượt hoạt động tại khu vực Tây Thái Bình Dương: từ tháng 4 đến tháng 8, 1947; và từ tháng 12, 1948 đến tháng 4, 1949. 
Pomfret chuyển đến San Diego từ năm 1950 và hoạt động dọc vùng bờ Tây Hoa Kỳ cho đến tháng 2, 1951 và tham gia hoạt động trong cuộc Chiến tranh Triều Tiên cho đến tháng 9, rồi quay trở về San Diego. Jimmy Carter, Tổng thống Hoa Kỳ tương lai (1977–1981), đã có lượt phục vụ đầu tiên trong binh nghiệp trên tàu ngầm Pomfret từ ngày 17 tháng 12, 1948 đến ngày 1 tháng 2, 1951. Ông là Tổng thống Hoa Kỳ duy nhất đạt chuẩn nhận thủy thủ tàu ngầm.
Được cho xuất biên chế vào tháng 4, 1952, Pomfret đi đến Xưởng hải quân Mare Island đế được hiện đại hóa trong khuôn khổ Chương trình Công suất đẩy dưới nước lớn hơn (GUPPY IIA), giúp cải thiện đáng kể tốc độ lặn dưới nước và tầm xa hoạt động. Sau khi hoàn tất, nó nhập biên chế trở lại vào ngày 5 tháng 12, 1952, và trong những năm tiếp theo lại hoạt động tại vùng bờ Tây xen kẻ với chuyến biệt phái sang phục vụ cùng Đệ Thất hạm đội tại Viễn Đông. Vào ngày 7 tháng 7, 1967, chiếc tàu ngầm lên đường cho một lượt phục vụ tại khu vực Tây Thái Bình Dương, bao gồm các cuộc tập trận chống tàu ngầm trong vịnh Bắc Bộ ngoài khơi Việt Nam, rồi quay trở về San Diego vào ngày 23 tháng 1,  1968.

### TCGOruçreis(S 337)
Đến năm 1971, Pomfretđược chọn để chuyển giao cho Thổ Nhĩ Kỳ. Sau ba tháng huấn luyện, nó được chuyển giao tại San Diego vào ngày 1 tháng 7, và được đổi tên thành TCG Oruçreis (S 337), được đặt theo tên hạm trưởng Ottoman Oruç Reis (khoảng 1474–1518). Thủy thủ đoàn mới đã đưa con tàu đến Xưởng hải quân Philadelphia để đại tu, và trước khi lên đường vượt Đại Tây Dương, nó tham gia một đợt huấn luyện chống tàu ngầm ngoài khơi Key West, Florida từ ngày 27 tháng 2 đến ngày 22 tháng 3, 1972. Oruçreis về đến İzmir và nhập biên chế cùng Hải quân Thổ Nhĩ Kỳ vào ngày 3 tháng 5, 1972. Quyền sở hữu con tàu được chuyển giao cho Thổ Nhĩ Kỳ vào ngày 1 tháng 8, 1973, đồng thời được rút tên khỏi danh sách Đăng bạ Hải quân Hoa Kỳ.
Oruçreis phục vụ cùng Hải quân Thổ Nhĩ Kỳ cho đến ngày 15 tháng 9, 1986; số phận sau cùng của con tàu không rõ.

## Phần thưởng
Pomfret được tặng thưởng năm Ngôi sao Chiến trận do thành tích phục vụ trong Thế Chiến II, và thêm ba Ngôi sao Chiến trận khác khi hoạt động trong Chiến tranh Lạnh và Chiến tranh Việt Nam. Nó được ghi công đã đánh chìm bốn tàu Nhật Bản với tổng tải trọng 20.936 tấn.
|  |                           |             |
|  | Silver star               |             |
|  |                           | Bronze star |
|  | Bronze star · Bronze star |             |

| Dãi băng Hoạt động Tác chiến              |                                                                         |                                                                 |
| Huân chương Chiến dịch Hoa Kỳ             | Huân chương Chiến dịch Châu Á-Thái Bình Dương với 5 Ngôi sao Chiến trận | Huân chương Chiến thắng Thế Chiến II                            |
| Huân chương Phục vụ Chiếm đóng Hải quân   | Huân chương Phục vụ Trung Hoa                                           | Huân chương Phục vụ Phòng vệ Quốc gia với 1 Ngôi sao Chiến trận |
| Huân chương Viễn chinh Lực lượng Vũ trang | Huân chương Phục vụ Việt Nam với 2 Ngôi sao Chiến trận                  | Huân chương Chiến dịch Bội tinh (Việt Nam Cộng Hòa)             |